# Diastylis spinulosa
Diastylis spinulosa är en kräftdjursart som beskrevs av Heller 1875. Diastylis spinulosa ingår i släktet Diastylis och familjen Diastylidae. Inga underarter finns listade i Catalogue of Life.

## Bildgalleri

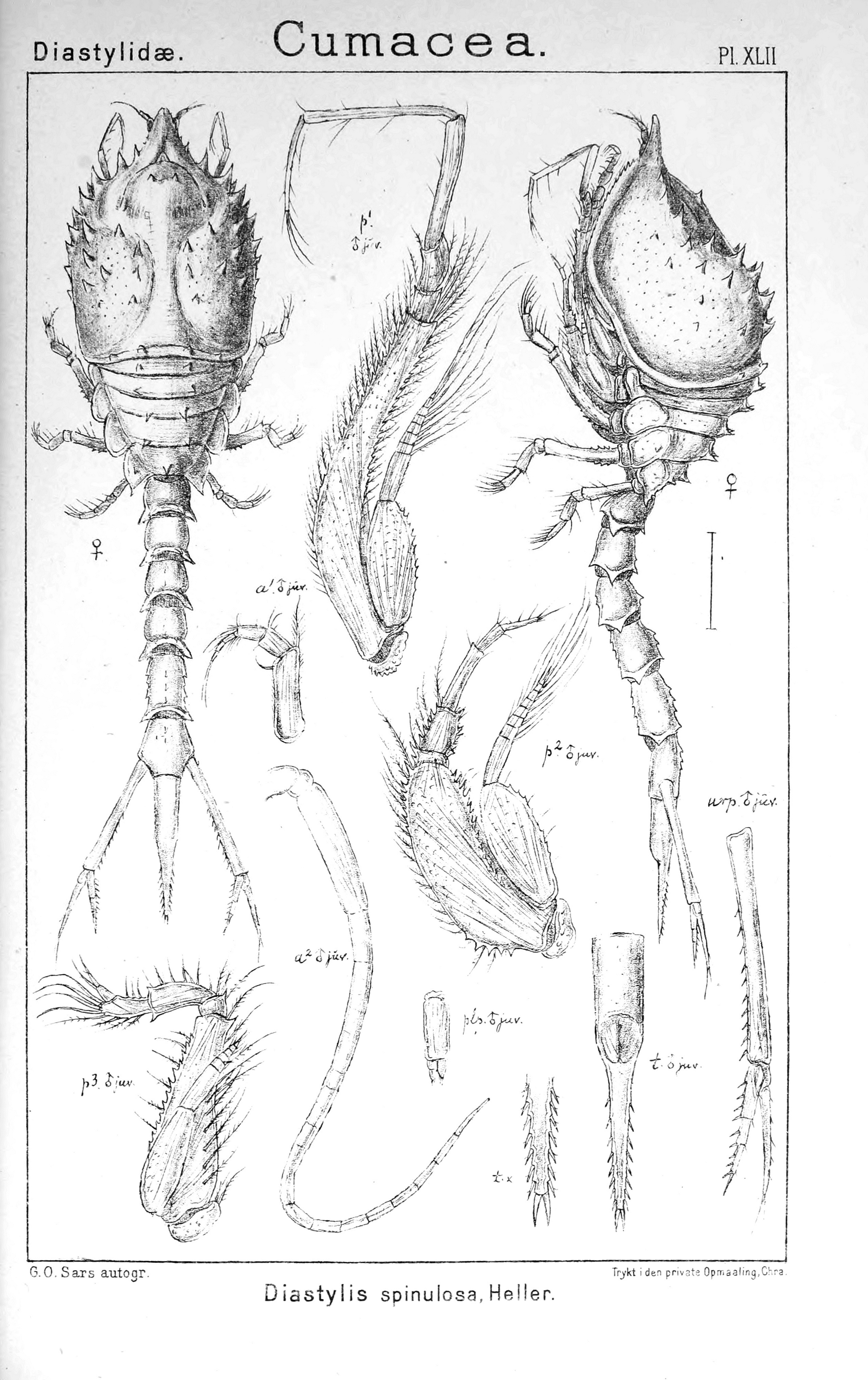